# Glossocratus iguchii
Glossocratus iguchii är en insektsart som beskrevs av Matsumura 1912. Glossocratus iguchii ingår i släktet Glossocratus och familjen dvärgstritar. Inga underarter finns listade i Catalogue of Life.